# Hariana
Pour l’article homonyme, voir Haryana.
L'hariana ou haryana est une race bovine indienne. 

## Origine
Elle appartient à la sous-espèce zébu de Bos taurus. Elle est originaire du nord de la péninsule indienne, dans l'État de Haryana.
La population est de 330 000 têtes en Inde dont 110 000 vaches, 900 taureaux dont 50 disponibles pour l'insémination artificielle. Elle est aussi élevée au Bangladesh où elle est considérée comme autochtone.

## Morphologie
Elle porte une robe blanche grisée. La peau et les muqueuses sont noires. 
Elle est de taille moyenne et légère, avec 310 kg pour les vaches et 430 kg pour les taureaux.

## Aptitudes
Elle est une race de traction : elle est réputée tirer une tonne à environ 3 km/h (2 miles) et faire des étapes de 30 km par jour. Elle produit aussi environ 1 400 kg de lait par lactation, mais les vaches les plus productives atteignent 2 300 kg. 
C'est une race rustique et frugale, se contentant de peu.